# パパラチアサファイア

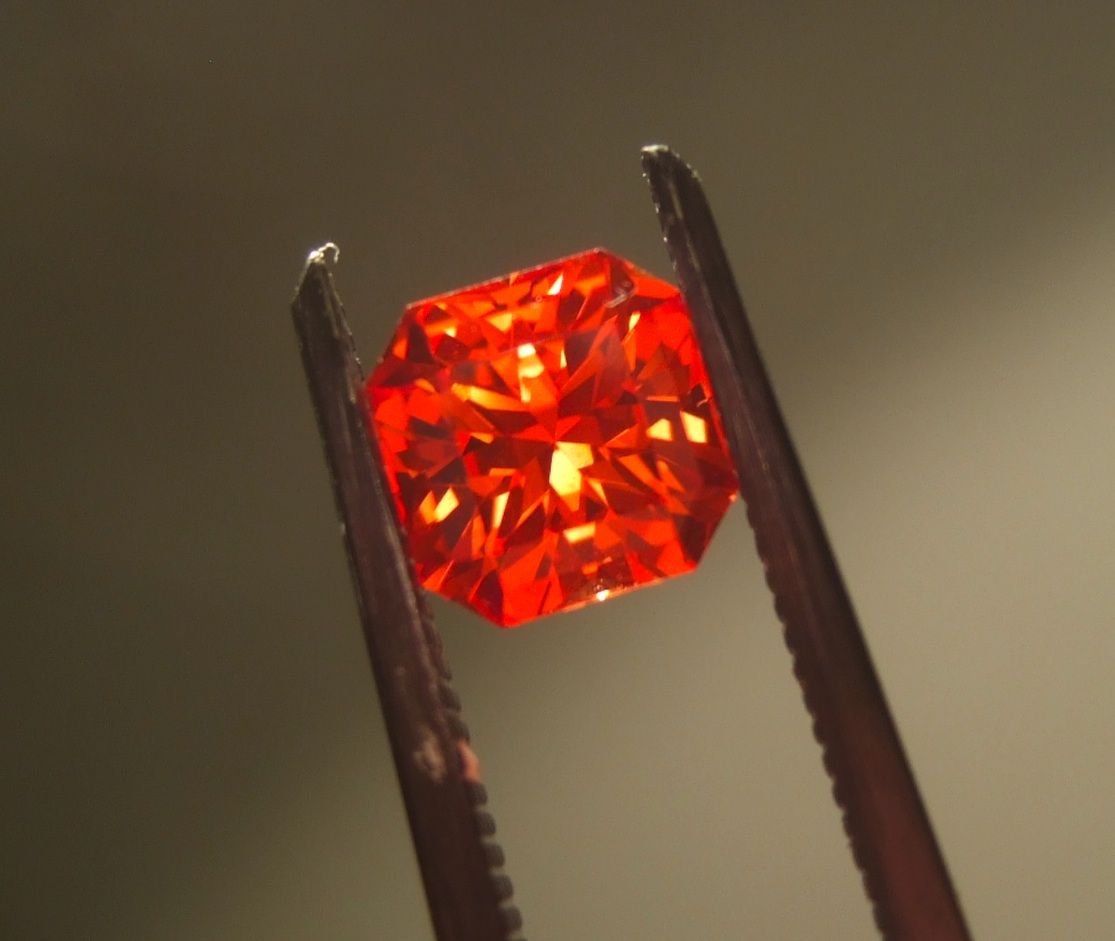
パパラチアサファイア

パパラチアサファイア (英: Padparadscha Sapphire) は、サファイアの一種で桃色と橙色の中間色のものを指す。日本語表記ではパパラッチャともいう。パパラチアはサンスクリット語で「蓮の花の色」を意味する「पद्मरंग padmaranga」（पद्म padmaは蓮、 रङ्ग raṅgaは色の意味）に由来する。産出量が少なく幻の宝石とされている。後述の人工的に色を引き出した表面拡散処理パパラチアも存在する。「サファイアの王様」という異名がある。
化学組成はAl2O3。モース硬度は9。比重は4。鉱物学的性質についてはコランダムを参照されたい。
元々はスリランカで発見された。ベトナムやアフリカ東部の一部でも鉱床が見つかっている。産出する桃色から橙色の中間色を示すサファイアは希少である。そのため多くのパパラチアサファイアは、うまく色が出ていないサファイアに加熱処理を施すことによって、鮮やかな色に仕上げている。

## 表面拡散処理パパラチア
21世紀初頭、マダガスカルで宝石ラッシュが起こったが、その際、マダガスカル産パパラチアサファイアも大量に市場に出回ることとなった。だが、それは表面拡散処理パパラチアといわれるもので、表面はパパラチアと呼べる色だが、中身は別の色のコランダムであった。処理の手法は、従来の加熱処理とほとんど変わらないが、加熱処理の最終段階である1800度での加熱時、クリソベリル粉末を加えることによって表面の発色を元の色から別の色に変化させることができる。そのうち、桃色～橙色に変化したサファイアをパパラチアとして流通させた。なお、表面拡散処理はその後進化を遂げ、かつてはクロム等で表面に着色するだけだった拡散処理であるが、ベリリウム拡散加熱処理によって作られるパパラチアサファイアは、軽元素であるベリリウムが石の内部にまで拡散され色を形成する。